# Univerzalni zabojnik
Univerzalni oz. standardni ali intermodalni zabojnik, tudi zabojnik ISO, je velik standardiziran zabojnik, namenjen skladiščenju blaga v kombiniranem (intermodalnem) transportu – torej transportu, ki vključuje pretovarjanje med različnimi prevoznimi sredstvi cestnega, železniškega in ladijskega prevoza. Zaradi standardizacije je povečana učinkovitost, saj omogoča uporabo iste infrastrukture za rokovanje z raznolikim blagom.
Obstaja več standardov univerzalnih zabojnikov, velika večina svetovnega kontejnerskega prometa pa se izvaja s t. i. splošnimi zabojniki za suhi tovor, ki imajo obliko trpežnih jeklenih zabojev standardnih dimenzij približno 6,1 m (20,0 ft) ali 12,2 m (40 ft) v dolžino. Leta 2012 je bilo po ocenah na svetu v uporabi 20,5 milijona univerzalnih kontejnerjev, ki so predstavljali levji delež globalnega kontejneriziranega prevoza blaga. So osnova za enoto TEU, s katero označujemo tovorno zmogljivost, predvsem pri namenskih kontejnerskih ladjah.
Pomembna lastnost univerzalnih zabojnikov je zmožnost zlaganja in pritrjevanja z nastavki na vseh vogalih. 

## Specifikacije
Osnovne značilnosti določata dva standarda ISO:
- ISO 668:2013 Serija 1 transportni kontejnerji — razvrstitev, mere
- ISO 1496-1:2013 Serija 1 transportni kontejnerji – specifikacije in preskušanje – 1. del: splošni tovorni zabojniki za splošne namene

Spodnja tabela podaja dimenzije in teže najpogostejših standardiziranih tipov zabojnikov. Dejanske vrednosti se lahko nekoliko razlikujejo med proizvajalci, vendar morajo biti znotraj razpona, ki ga določajo standardi. Prazne teže (tara) standard ne določa, temveč je določena s konstrukcijo in podana zgolj kot podatek, s katerim se izračuna največjo neto težo.
|                      |                      | 20' zabojnik | 20' zabojnik | 40' zabojnik | 40' zabojnik | 40' »high-cube« zabojnik | 40' »high-cube« zabojnik | 45' »high-cube« zabojnik | 45' »high-cube« zabojnik |
| imperialno           | metrično             | imperialno   | metrično     | imperialno   | metrično     | imperialno               | metrično                 |                          |                          |
| zunanje mere         | dolžina              | 19' 10,5”    | 6,058 m      | 40' 0”       | 12,192 m     | 40' 0”                   | 12,192 m                 | 45' 0”                   | 13,716 m                 |
| zunanje mere         | širina               | 8' 0”        | 2,438 m      | 8' 0”        | 2,438 m      | 8' 0”                    | 2,438 m                  | 8' 0”                    | 2,438 m                  |
| zunanje mere         | višina               | 8' 6”        | 2,591 m      | 8' 6”        | 2,591 m      | 9' 6”                    | 2,896 m                  | 9' 6”                    | 2,896 m                  |
| notranje mere        | dolžina              | 19' 3”       | 5,867 m      | 39' 5 45⁄64” | 12,032 m     | 39' 4”                   | 12,000 m                 | 44' 4”                   | 13,556 m                 |
| notranje mere        | širina               | 7' 8 19⁄32”  | 2,352 m      | 7' 8 19⁄32”  | 2,352 m      | 7' 7”                    | 2,311 m                  | 7' 8 19⁄32”              | 2,352 m                  |
| notranje mere        | višina               | 7' 9 57⁄64”  | 2,385 m      | 7' 9 57⁄64”  | 2,385 m      | 8' 9”                    | 2,650 m                  | 8' 9 15⁄16”              | 2,698 m                  |
| vrata                | širina               | 7' 8 1⁄8”    | 2,343 m      | 7' 8 1⁄8”    | 2,343 m      | 7' 6"                    | 2,280 m                  | 7' 8 1⁄8”                | 2,343 m                  |
| vrata                | višina               | 7' 5 3”      | 2,280 m      | 7' 5 3”      | 2,280 m      | 8' 5”                    | 2,560 m                  | 8' 5 49⁄64”              | 2,585 m                  |
| notranja prostornina | notranja prostornina | 1.169 ft³    | 33,1 m³      | 2.385 ft³    | 67,5 m³      | 2.660 ft³                | 75,3 m³                  | 3.040 ft³                | 86,1 m³                  |
| največja bruto teža  | največja bruto teža  | 66.139 lb    | 30.400 kg    | 66.139 lb    | 30.400 kg    | 68.008 lb                | 30.848 kg                | 66.139 lb                | 30.400 kg                |
| prazna teža          | prazna teža          | 4.850 lb     | 2.200 kg     | 8.380 lb     | 3.800 kg     | 8.598 lb                 | 3.900 kg                 | 10.580 lb                | 4.800 kg                 |
| neto tovor           | neto tovor           | 61.289 lb    | 28.200 kg    | 57.759 lb    | 26.600 kg    | 58.598 lb                | 26.580 kg                | 55.559 lb                | 25.600 kg                |

Za letalski transport je namesto tega v uporabi lažji ULD, ki je narejen iz aluminija.